# Коваленко Володимир Олексійович
Володи́мир Олексі́йович Ковале́нко (нар. 28 березня 1962, село Тарасівка Житомирський район Житомирська область) — український співак, Народний артист України (2019).

## Життєпис
Був учасником бойових дій в Афганістані.
1995 — закінчив Українську академію внутрішніх справ (Київ).
1985—2004 — працівник органів внутрішніх справ.
З 2004 — підполковник міліції у відставці.
З 2007 — голова ради Івано-Франківської обласної ветеранської організації Асоціації ветеранів МВС України.
1999—2006 — соліст та художній керівник гурту «Афган» (Івано-Франківськ).
2002 — гурт став володарем Ґран-Прі 3-го міжнародного фестивалю «Солдати миру ХХІ сторіччя», який відбувся у Харкові.
З 2006 — на творчій роботі. Пише власну музику, співпрацює з місцевими поетами та композиторами. Виступає як соліст-вокаліст.

## Музичні альбоми
- 2001 — «Додому, додому»
- 2003 — «Афганські маки»
- 2007 — «Місто кохання»
- 2009 — «Двадцять років потому»

## Визнання
- Лауреат всеукраїнських фестивалів та конкурсів
- Лауреат 4-го міжнародного фестивалю афганської пісні «Солдати Росії» (Москва, 2005, третє місце)
- Заслужений артист України (2009)[2]
- Народний артист України (2019)